# Desire (Toyah)
Desire is een studioalbum van Toyah. Toyah zong hier als solozangeres voor het eerst op het kwaliteitslabel EG Records. Desire staat echter te boek als een van de zwakkere albums van Toyah, dat wordt veroorzaakt door de twee covers van bekende nummers. Echo beach was ooit een succes van Martha and the Muffins, Love’s unkind was een single van Donna Summer. In tegenstelling tot de vermelding van talloze artiesten op haar vorige album Minx, vermeldde dit album geen enkele naam van meespelende artiest. Verwacht kan worden dat Robert Fripp van King Crimson meespeelde op de titeltrack, maar ook daar is niets van bekend.
EG Records ging later ten onder, waarbij de artiesten moeilijkheden hadden om “hun muziek” terug te krijgen, reden voor bijvoorbeeld Fripp om zijn eigen platenlabel op te richten. Het album verscheen in 1987 en er is nooit meer een heruitgave geweest. Wellicht omdat Toyah het uiteindelijk ook geen goed album vond. Ze was gedwongen een aantal nummers op te nemen, die uiteindelijk als single kon worden uitgebracht. Prettig voelde ze zich er niet bij, gezien de titel van het volgend album Prostitute (hoer).
De geluidstechnicus was Haydn Bendall, plaats van opname Abbey Road Studio.

## Muziek
| Nr. | Titel                                                        | Duur |
| --- | ------------------------------------------------------------ | ---- |
| 1.  | Echo beach (Mark Gane)                                       | 3:20 |
| 2.  | Moonlight dancing (Willcox, Bogen, Graham)                   | 4:10 |
| 3.  | Revive the world (Willcox, Tony Geballe)                     | 3:25 |
| 4.  | The view (Willcox, Adrian Lee)                               | 3:12 |
| 5.  | Moon migration (Willcox, Wooley)                             | 5:34 |
| 6.  | Love’s unkind (Donna Summer, Giorgio Moroder, Pete Bellotte) | 3:10 |
| 7.  | Dear diary (Willcox, Darlow)                                 | 3:59 |
| 8.  | Deadly as woman (Willcox, Graham)                            | 3:58 |
| 9.  | Goodbye baby (Willcox, Graham//Simon Darlow)                 | 3:35 |
| 10. | When a woman cries (Willcox)                                 | 4:29 |
| 11. | Desire (Willcox, Robert Fripp)                               | 4:12 |

## Hitnotering
Het album haalde nergens een succes. Het was het eerste album van Toyah, dat geen hitnotering kreeg. De single Echo beach haalde de 54e plaats in de Britse singlelijst; de tweede single Moonlight dancing verkocht beduidend minder.